# Comté de Miami (Kansas)
Pour les articles homonymes, voir Comté de Miami.
Le comté de Miami (en anglais : Miami County) est l'un des 105 comtés de l'État du Kansas, aux États-Unis, à la frontière avec le Missouri. Il est fondé le 25 août 1855 sous le nom de comté de Lykins (Lykins County) alors que le Kansas était un territoire des États-Unis. Son nom actuel, qui provient d'Amérindiens de la région, date de 1861, quand le Kansas devient un État des États-Unis.
Son siège de comté est Paola. En 2010, il compte 32 787 habitants.

## Comtés adjacents
| Comté de Douglas  | Comté de Johnson |                          |
| Comté de Franklin | comté de Miami   | Comté de Cass, Missouri  |
| Comté d’Anderson  | Comté de Linn    | Comté de Bates, Missouri |

## Démographie

Pyramide des âges (2000).

Lors du recensement de 2010, le comté comptait une population de 32 787 habitants. Elle est estimée, en 2016, à 32 964 habitants.